# Tobias Rathjen
Tobias Rathjen (Hanau, 1977 – aldaar, 19 februari 2020) was een Duitse massamoordenaar en complotdenker die in Hanau negen mensen doodschoot. Na afloop pleegde hij zelfmoord.

## Levensloop
Rathjen hoorde naar eigen zeggen bij zijn geboorte al stemmen in zijn hoofd. Op latere leeftijd begon hij live streams te maken, waarin hij stelde dat Donald Trump en Jürgen Klopp zijn leuzen en ideeën stalen. Ook was hij van mening dat er een Amerikaanse ondergrondse militaire basis was waarin kinderen werden vermoord en hij sprak in de streams over zijn vreemdelingenhaat. Rathjen schreef ook een hallucinant en racistisch manifest. In oktober 2019 deed hij aangifte omdat hij dacht gevolgd te worden door 'geheime diensten'.
In de jaren 80 speelde Rathjen in het jeugdteam van Eintracht Frankfurt. In 1996 behaalde hij het eindexamen op de Hohe Landesschule. Nadien volgde hij in Frankfurt een opleiding in het bankwezen en in 2007 haalde hij een diploma bedrijfskunde in Bayreuth. Hij was sinds 2012 lid van een schietvereniging. Van 2013 tot 2018 woonde hij in München.

## Schietpartij in Hanau
Rathjen opende op 19 februari 2020 rond 22.00 uur het vuur in Hanau in twee bars en shishalounge op voornamelijk mensen met een niet-westerse achtergrond. Uiteindelijk stierven er 9 mensen bij de schietpartij. Na afloop reed Rathjen naar huis waar hij zijn moeder doodschoot. Daarna pleegde Rathjen zelfmoord.

## Nasleep
Rathjen gebruikte bij zijn daad een Czeska 75 Shadow die hij van een wapenhandelaar had geleend om uit te testen. Omdat hij een wapenvergunning had kon hij het wapen legaal lenen. Thuis had hij eveneens een eigen wapen liggen. Na de moordaanslag werd in de politiek gesproken over een aanscherping van de wapenwet, waaronder het verbod op het mee naar huis nemen van wapens.